# Coïmbra
Coïmbra (en portuguès Coimbra) és un municipi portuguès, capital del districte de Coïmbra, situada a la regió del Centre, dins la subregió de Baixo Mondego. L'any 2001 tenia 148.474 habitants, per tant és una de les principals ciutats portugueses i la més poblada de la regió Centre. Està situada a poc més de 200 km de Lisboa i a 100 km de Porto, i la banya el riu Mondego. Va ser Capital Nacional de la Cultura el 2003. Limita al nord amb Mealhada, a l'est amb Penacova, Vila Nova de Poiares i Miranda do Corvo, al sud amb Condeixa-a-Nova, a l'oest amb Montemor-o-Velho i al nord-oest amb Cantanhede.
D'orígens romans, actualment és la ciutat més important al sud de riu Douro, i fou capital del Comtat de Coïmbra, de manera que era residència dels comtes Enric de Borgonya i Teresa de Lleó, pares del primer rei de Portugal, Alfons I, que va néixer en aquesta localitat. Entre 1094 i 1139 fou capital del Segon Comtat de Portugal i entre 1139 i 1255 del Regne de Portugal.
Daten del segle xii els monuments més importants de la ciutat: la Sé Velha (Seu Vella) i les esglésies de São Tiago (Sant Jaume), São Salvador i Santa Cruz, en representació de l'autoritat religiosa i dels diversos ordes que s'establiren a la ciutat.

## Fills il·lustres
- José Maurizio (1752-1815), fou un músic i compositor.

## Demografia
| 1802   | 1849   | 1900   | 1930   | 1960    | 1981    | 1991    | 2001    | 2007    | 2011    |  |
| 46.343 | 32.517 | 54.105 | 76.494 | 106.404 | 138.930 | 139.052 | 146.317 | 137.212 | 143.396 |  |

## Història
La ciutat fou l'Aeminium dels romans però durant les invasions dels bàrbars fou arrasada la veïna Conímbriga, a 18 km al sud, i els habitants es van traslladar a Aeminium; el bisbe va traslladar la seu vers a una data entre 580 i 589 i al segle següent el nom de la ciutat va canviar a Conímbriga; fou conquerida per Musa ibn Nusayr (valí d'al-Àndalus 714-716) i els àrabs la van anomenar Kulumriya (variant Kulunbiriya). Es creu que va passar als musulmans per un tractat que li permetia conservar les lleis i propietats. Fou capital d'una kura o districte. Els geògrafs àrabs que la descriuen assenyalen que estava fortificada i al mig d'un territori fèrtil. El 878 fou conquerida pel comte Hermenegild en nom d'Alfons III d'Astúries, però Almansor la va ocupar breument el 985 i la va recuperar finalment el 987. No va passar als cristians altre cop fins al 1064 després d'un setge de 6 mesos. El govern fou donat al mossàrab Sisinand Davidiz que havia tingut paper important en la conquesta. Al-Idrisi el 1154 parla de les seves muralles amb tres portes, esmenta els molins de Mondego, i diu que l'habitaven cristians.
Capital del regne de Portugal a l'edat mitjana, durant el Renaixement la ciutat estrena la seva Universitat de la mà del rei Joan III (1521-1257), alhora que es creaven nombroses escoles com a alternativa a l'ensenyament oficial. Així, la Universitat de Coïmbra és la tercera més antiga d'Europa.
Al segle xvii els jesuïtes arribaren a la ciutat, els quals encapçalaren la construcció de la Seu Nova. Al segle següent, els reis Joan V (1706-1750) i Josep I (1750-1777) enriquiren encara més la ciutat amb la construcció de nous monuments, alguns dels quals a la mateixa Universitat.
La invasió francesa i les guerres liberals de principi del segle xix donaren pas a un període d'estancament la ciutat. Des de llavors, els estudiants de la Universitat s'han convertit en la font de riquesa i dinamisme de Coïmbra i l'han convertida en la ciutat universitària per excel·lència de Portugal.

## Cultura
Cal destacar la vigència encara d'antigues pràctiques i costums estudiantils (praxe), així com festes molt concorregudes com la de tardor anomenada Latada, de recepció dels nous estudiants (caloiros), i sobretot la Queima das fitas de final de curs, d'acomiadament dels alumnes llicenciats.

## Llocs d'interès
- Universitat
- Seu Vella
- Catedral nova
- Igreja de Santa Cruz
- Mosteiro de Santa Clara
- Portugal dos Pequenitos
- Quinta das Lagrimas
- Penedo da Saudade
- Jardim da Sereia/Santa Cruz
- Bosque do Choupal
- Museu Nacional Machado de Castro
- Torre d'Anto
- Ponte de Santa Clara
- Riu Mondego